# 1994年日本グランプリ (4輪)
1994年日本グランプリ（英語：1994 Japanese Grand Prix）は、1994年F1世界選手権の第15戦として、1994年11月6日に鈴鹿サーキットで決勝レースが開催された。

## 概要
ドライバーズチャンピオン争いはベネトンのミハエル・シューマッハがウィリアムズのデイモン・ヒルを5ポイントリードして残り2戦を迎えた。このレースで差が10ポイントに拡がれば、最終戦を待たずシューマッハの初タイトルが決定する。
コンストクターズ部門もベネトンがウィリアムズを2ポイントリードするという接戦になっており、両チームのセカンドドライバーの働きも重要となっている。前戦よりウィリアムズにナイジェル・マンセルが復帰したのに対し、ベネトンもヨス・フェルスタッペンに替えて、このレースよりジョニー・ハーバートを起用した。
このレースでは3人の新人がF1デビューを果たす。ハーバートが抜けたリジェは国際F3000ランキング2位の新人フランク・ラゴルスを起用。チーム存続が不透明なロータスは、全日本F3000参戦中のミカ・サロ。国際F3000に参戦中の日本人の井上隆智穂はシムテックからスポット参戦する。
5月のサンマリノGPで事故死したアイルトン・セナを偲び、決勝レース前にはセナの遺族が出席する追悼セレモニーが行われた。
またこのレースをもってフジテレビF1中継で1989年から実況を務めてきた古舘伊知郎はF1実況から降板した。

## 予選
土曜日午前から降り出した雨により予選2回目のタイム更新が不可能となり、金曜日の予選1回目の暫定順位によってスターティンググリッドが決まった。シューマッハがポールポジション、ヒルが2位と、タイトルを争う2名がフロントロウに並び、3位にはザウバーのハインツ＝ハラルド・フレンツェンが割って入る大健闘を見せた。
日本人ドライバーは、今シーズン好調であった片山右京がチームメイトのマーク・ブランデルの次の14位に沈んだほか、野田秀樹が同じくチームメイトのエリック・コマスの次の23位、このレースがF1デビューとなる井上隆智穂は、チームメイトのデビッド・ブラバムの2つ次の26位となった。パシフィックの2台が予選落ちとなった。

### 予選結果
| 順位 | No | ドライバー                       | チーム                 | タイム   | 差     |
| ---- | -- | -------------------------------- | ---------------------- | -------- | ------ |
| 1    | 5  | ミハエル・シューマッハ           | ベネトン・フォード     | 1'37.209 | —      |
| 2    | 0  | デイモン・ヒル                   | ウィリアムズ・ルノー   | 1'37.696 | +0.487 |
| 3    | 30 | ハインツ＝ハラルド・フレンツェン | ザウバー・メルセデス   | 1'37.742 | +0.533 |
| 4    | 2  | ナイジェル・マンセル             | ウィリアムズ・ルノー   | 1'37.768 | +0.559 |
| 5    | 6  | ジョニー・ハーバート             | ベネトン・フォード     | 1'37.828 | +0.619 |
| 6    | 15 | エディ・アーバイン               | ジョーダン・ハート     | 1'37.880 | +0.671 |
| 7    | 27 | ジャン・アレジ                   | フェラーリ             | 1'37.907 | +0.698 |
| 8    | 7  | ミカ・ハッキネン                 | マクラーレン・プジョー | 1'37.998 | +0.789 |
| 9    | 8  | マーティン・ブランドル           | マクラーレン・プジョー | 1'38.076 | +0.877 |
| 10   | 14 | ルーベンス・バリチェロ           | ジョーダン・ハート     | 1'38.533 | +1.324 |
| 11   | 28 | ゲルハルト・ベルガー             | フェラーリ             | 1'38.570 | +1.361 |
| 12   | 10 | ジャンニ・モルビデリ             | フットワーク・フォード | 1'39.030 | +1.821 |
| 13   | 4  | マーク・ブランデル               | ティレル・ヤマハ       | 1'39.266 | +2.057 |
| 14   | 3  | 片山右京                         | ティレル・ヤマハ       | 1'39.462 | +2.253 |
| 15   | 29 | J.J.レート                       | ザウバー・メルセデス   | 1'39.483 | +2.274 |
| 16   | 23 | ピエルルイジ・マルティニ         | ミナルディ・フォード   | 1'39.548 | +2.339 |
| 17   | 12 | アレッサンドロ・ザナルディ       | ロータス・無限ホンダ   | 1'39.721 | +2.512 |
| 18   | 9  | クリスチャン・フィッティパルディ | アロウズ・フォード     | 1'39.868 | +2.659 |
| 19   | 26 | オリビエ・パニス                 | リジェ・ルノー         | 1'40.042 | +2.833 |
| 20   | 25 | フランク・ラゴルス               | リジェ・ルノー         | 1'40.577 | +3.368 |
| 21   | 24 | ミケーレ・アルボレート           | ミナルディ・フォード   | 1'40.652 | +3.443 |
| 22   | 20 | エリック・コマス                 | ラルース・フォード     | 1'40.978 | +3.769 |
| 23   | 19 | 野田英樹                         | ラルース・フォード     | 1'40.990 | +3.781 |
| 24   | 31 | デビッド・ブラバム               | シムテック・フォード   | 1'41.659 | +4.450 |
| 25   | 11 | ミカ・サロ                       | ロータス・無限ホンダ   | 1'41.805 | +4.596 |
| 26   | 32 | 井上隆智穂                       | シムテック・フォード   | 1'45.004 | +7.795 |
| DNQ  | 34 | ベルトラン・ガショー             | パシフィック・イルモア | 1'46.374 | +9.165 |
| DNQ  | 33 | ポール・ベルモンド               | パシフィック・イルモア | 1'46.629 | +9.420 |

## 決勝
1987年の鈴鹿初開催以来初めてフルウェットコンディションでのレースとなった。スタート後に雨はより激しくなり、アクアプレーニングによりあちこちでスピンやコースアウトするマシンが続出。スピンした野田がその後エンジントラブルを起こし最初のラップで姿を消し、翌周には3位を走るフィレンツェンがコースアウトし順位を落とし、3周目には「川」ができたホームストレート上でハーバート、井上、片山が相次いでクラッシュし、足を痛めた片山はオフィシャルに抱えられながらピットレーンへ退避した。
コース上が危険な状態になったと判断されたため、4周目から7周に渡ってセーフティーカーが出動した。上位はミハエル・シューマッハ、デイモン・ヒル、ジャン・アレジ、ナイジェル・マンセル、ハインツ＝ハラルド・フレンツェン、ミカ・ハッキネンという隊列で走行した。
レース再開後の13周目、ダンロップコーナー出口でフットワークのジャンニ・モルビデリがクラッシュ。直後に同じ場所でマクラーレンのマーティン・ブランドルもスピンし、タイヤバリアにクラッシュした。その際、モルビデリ車の撤去作業を行っていたコースマーシャルをブランドルのマシンが跳ね、マーシャルが脚を骨折する重傷を負ってしまう。コース上に救急車が入るためレースは赤旗中断となり、レースディレクターとチーム代表が集まって中止か続行かを議論した。結局、雨足が弱まるのを待って、25分後に2ヒート制で再開されることになった。
2ヒート目は安全のためローリングスタートで再開された。赤旗の時点では、シューマッハが2位のヒルに6.8秒の差をつけてトップに立っていた。2ヒート制の場合、コース上の見かけ上の順位ではなく、両ヒートの合計タイムで最終順位が決定するタイムレースとなる。再スタート後もシューマッハが先行したが、ベネトンが予定通り2回ピットストップ作戦を遂行したのに対して、ウィリアムズはヒルのピットストップを1回にしてタイムの逆転を狙った。
シューマッハは18周目に最初のピットストップを行うが、後続の車列に入ってしまいタイムを失った。ヒルは25周目に最初で最後のピットインを行い、見かけ上でも合計タイムでもトップのままコースに復帰した。その後、搭載燃料の軽いシューマッハはペースを上げ、36周目には合計タイムでヒルを逆転したが、40周目に2回目のピットストップを行い、10周を残してヒルが14秒余り先行した。
ふたりの差が6.8秒以内に縮まればシューマッハの優勝となるため、ニュータイヤを履いたシューマッハは1周につき1秒以上速いペースでヒルを追い上げた。しかし、ヒルは濡れた路面と消耗したタイヤという厳しい状況を乗り切り、シューマッハより10.1秒先にフィニッシュし、合計タイムでは3.365秒差でヒルに軍配が挙がった。
ベネトンは得意のピット戦術で不覚を取ったが、シューマッハは潔く敗戦を認めた。ヒルはシューマッハと渡り合っての勝利で、チャンピオン候補として資質を問う声を払拭した。後にウィリアムズのパトリック・ヘッドは「ヒルの走りの中で最高のレースだった」と語った。これによりタイトル争いはわずか1ポイント差で最終戦オーストラリアGPに持ち越されることになった。
3位争いはアレジとマンセルがテール・トゥ・ノーズの激しいバトルを展開。最終ラップのシケインでマンセルがアレジをパスしたが、合計タイムの関係で3位アレジ、4位マンセルの順となった。5位にジョーダンのエディ・アーバイン、6位にザウバーのフレンツェンが入り、ここまでが入賞となった。

### 決勝結果
| 順位 | No | ドライバー                       | チーム                 | 周回 | タイム/リタイア | グリッド | ポイント |
| ---- | -- | -------------------------------- | ---------------------- | ---- | --------------- | -------- | -------- |
| 1    | 0  | デイモン・ヒル                   | ウィリアムズ・ルノー   | 50   | 1:55'53.532     | 2        | 10       |
| 2    | 5  | ミハエル・シューマッハ           | ベネトン・フォード     | 50   | +3.365          | 1        | 6        |
| 3    | 27 | ジャン・アレジ                   | フェラーリ             | 50   | +52.045         | 7        | 4        |
| 4    | 2  | ナイジェル・マンセル             | ウィリアムズ・ルノー   | 50   | +56.074         | 4        | 3        |
| 5    | 15 | エディ・アーバイン               | ジョーダン・ハート     | 50   | +1'42.107       | 6        | 2        |
| 6    | 30 | ハインツ＝ハラルド・フレンツェン | ザウバー・メルセデス   | 50   | +1'59.863       | 3        | 1        |
| 7    | 7  | ミカ・ハッキネン                 | マクラーレン・プジョー | 50   | +2'02.985       | 8        |          |
| 8    | 9  | クリスチャン・フィッティパルディ | フットワーク・フォード | 49   | +1 Lap          | 18       |          |
| 9    | 20 | エリック・コマス                 | ラルース・フォード     | 49   | +1 Lap          | 22       |          |
| 10   | 11 | ミカ・サロ                       | ロータス・無限ホンダ   | 49   | +1 Lap          | 25       |          |
| 11   | 26 | オリビエ・パニス                 | リジェ・ルノー         | 49   | +1 Lap          | 19       |          |
| 12   | 31 | デビッド・ブラバム               | シムテック・フォード   | 48   | +2 Laps         | 24       |          |
| 13   | 12 | アレッサンドロ・ザナルディ       | ロータス・無限ホンダ   | 48   | +2 Laps         | 17       |          |
| Ret  | 4  | マーク・ブランデル               | ティレル・ヤマハ       | 26   | エンジン        | 13       |          |
| Ret  | 14 | ルーベンス・バリチェロ           | ジョーダン・ハート     | 16   | ギアボックス    | 10       |          |
| Ret  | 8  | マーティン・ブランドル           | マクラーレン・プジョー | 13   | スピン          | 9        |          |
| Ret  | 10 | ジャンニ・モルビデリ             | フットワーク・フォード | 13   | スピン          | 12       |          |
| Ret  | 28 | ゲルハルト・ベルガー             | フェラーリ             | 10   | イグニッション  | 11       |          |
| Ret  | 25 | フランク・ラゴルス               | リジェ・ルノー         | 10   | スピン          | 20       |          |
| Ret  | 23 | ピエルルイジ・マルティニ         | ミナルディ・フォード   | 10   | 接触            | 16       |          |
| Ret  | 24 | ミケーレ・アルボレート           | ミナルディ・フォード   | 10   | スピン          | 21       |          |
| Ret  | 6  | ジョニー・ハーバート             | ベネトン・フォード     | 3    | スピン          | 5        |          |
| Ret  | 3  | 片山右京                         | ティレル・ヤマハ       | 3    | スピン          | 14       |          |
| Ret  | 32 | 井上隆智穂                       | シムテック・フォード   | 3    | スピン          | 26       |          |
| Ret  | 29 | J.J.レート                       | ザウバー・メルセデス   | 0    | エンジン        | 15       |          |
| Ret  | 19 | 野田英樹                         | ラルース・フォード     | 0    | エンジン        | 23       |          |